# 두스뷔르흐

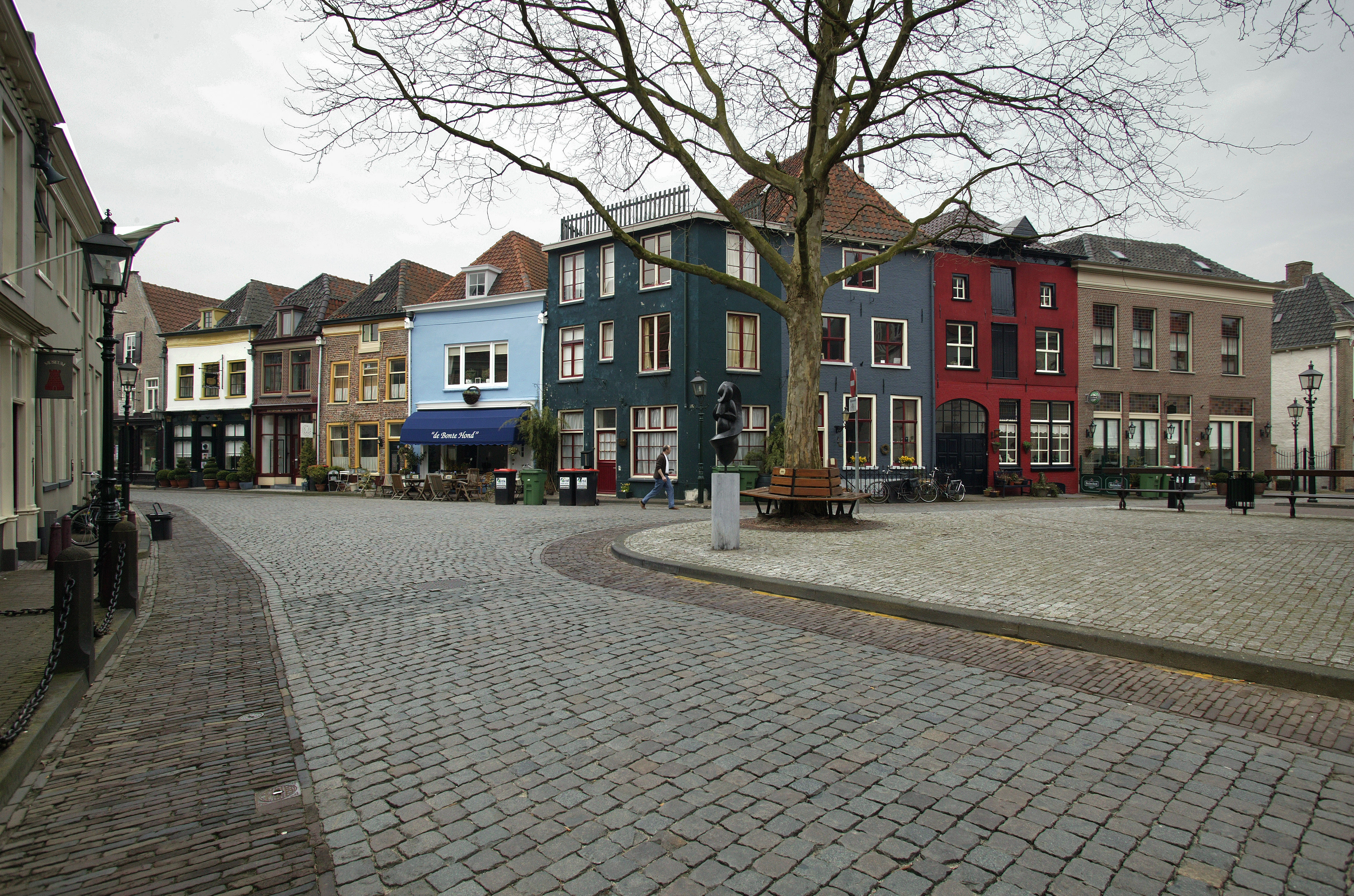
두스뷔르흐

두스뷔르흐의 위치

두스뷔르흐(네덜란드어: Doesburg)는 네덜란드 동부 헬데를란트주의 도시로 면적은 12.96 km2, 높이는 13 m, 인구는 11,309명(2017년 8월 기준), 인구 밀도는 977명/km2이다.
에이설강 우안과 접하며 아우더에이설강과 합류하는 지점에 위치한다. 1237년에 도시 지위를 부여받은 뒤부터 인접한 두틴험과 함께 경제, 문화의 중심지로 여겨졌다.

시기
시 문장